# Delfin van Ditmar
Delfin van Ditmar (* 23. August 2000 in Bariloche) ist ein argentinischer Skirennläufer.

## Karriere
Van Ditmar gab sein internationales Renndebüt am 29. Juli 2016 in Ushuaia bei einem FIS-Slalom. Sein erstes internationales Großereignis bestritt er im Februar 2019 bei den Juniorenweltmeisterschaften in Val di Fassa, wobei er im Slalom ausschied. Bis zu diesem Zeitpunkt war van Ditmar hauptsächlich bei Rennen des South American Cups sowie bei FIS-Rennen an den Start gegangen. 2021 wurde er erstmals argentinischer Meister im Riesenslalom. Diesen Titel konnte er im darauffolgenden Jahr erfolgreich verteidigen, zusätzlich gewann er auch den Titel im Slalom.
Am 27. August 2022 gewann van Ditmar sein erstes Rennen im Rahmen des South American Cups, den Slalom von El Colorado in Chile.
2023 nahm van Ditmar erstmals an Alpinen Skiweltmeisterschaften teil. Bei den Wettkämpfen in Courchevel bzw. Méribel schied er jedoch sowohl im Riesenslalom als auch im Slalom aus.

## Erfolge

### Weltmeisterschaften
- Courchevel/Méribel 2023: DNF Riesenslalom, DNF Slalom

### Juniorenweltmeisterschaften
- Val di Fassa 2019: DNF Slalom

### South American Cup
- Saison 2022: 2. Riesenslalomwertung, 3. Slalomwertung, 4. Gesamtwertung
- Saison 2023: 6. Riesenslalomwertung
- 4 Podestplätze, davon ein Sieg

| Datum           | Ort         | Land  | Disziplin    |
| --------------- | ----------- | ----- | ------------ |
| 27. August 2022 | El Colorado | Chile | Riesenslalom |

### Weitere Erfolge
- Argentinischer Meister im Riesenslalom (2021)
- Argentinischer Meister im Riesenslalom (2022)
- Argentinischer Meister im Slalom (2022)
- Argentinischer Vizemeister im Riesenslalom (2023)
- Argentinischer Vizemeister im Riesenslalom (2024)
- 3 Siege bei FIS-Rennen